# Grace w opałach
Grace w opałach (ang. Grace Under Fire) – amerykański serial komediowy (sitcom) emitowany w latach 1993–1998.
Na licencji serialu powstał polski sitcom Hela w opałach z Anną Guzik w roli głównej.

## Treść
Bohaterką serialu jest Grace Kelly, atrakcyjna kobieta po przejściach, która aktualnie, po burzliwym rozwodzie samotnie opiekuje się trójką dzieci. Choć nie jest jej łatwo, z powodzeniem zastępuje dzieciom oboje rodziców.

## Obsada
- Brett Butler – Grace Kelly
- Don Curry – D.C. (1997–1998)
- Matt Clark – Emmet Kelly (1993−1994)
- Dave Thomas – Russell Norton
- Julie White – Nadine Swoboda (1993–1997)
- Casey Sander – Wade Swoboda
- Alan Autry – Rick Bradshaw (1995–1996)
- Cole Sprouse – Patrick Kelly
- Valri Bromfield – Faith Burdette (1993–1995)